# Mussy-sur-Seine
Mussy-sur-Seine is een gemeente in het Franse departement Aube (regio Grand Est). De plaats maakt deel uit van het arrondissement Troyes. Mussy-sur-Seine telde op 1 januari 2022 944 inwoners.

## Geografie
De oppervlakte van Mussy-sur-Seine bedroeg op 1 januari 2022 28,07 vierkante kilometer; de bevolkingsdichtheid was toen 33,6 inwoners per km².
De onderstaande kaart toont de ligging van Mussy-sur-Seine met de belangrijkste infrastructuur en aangrenzende gemeenten.

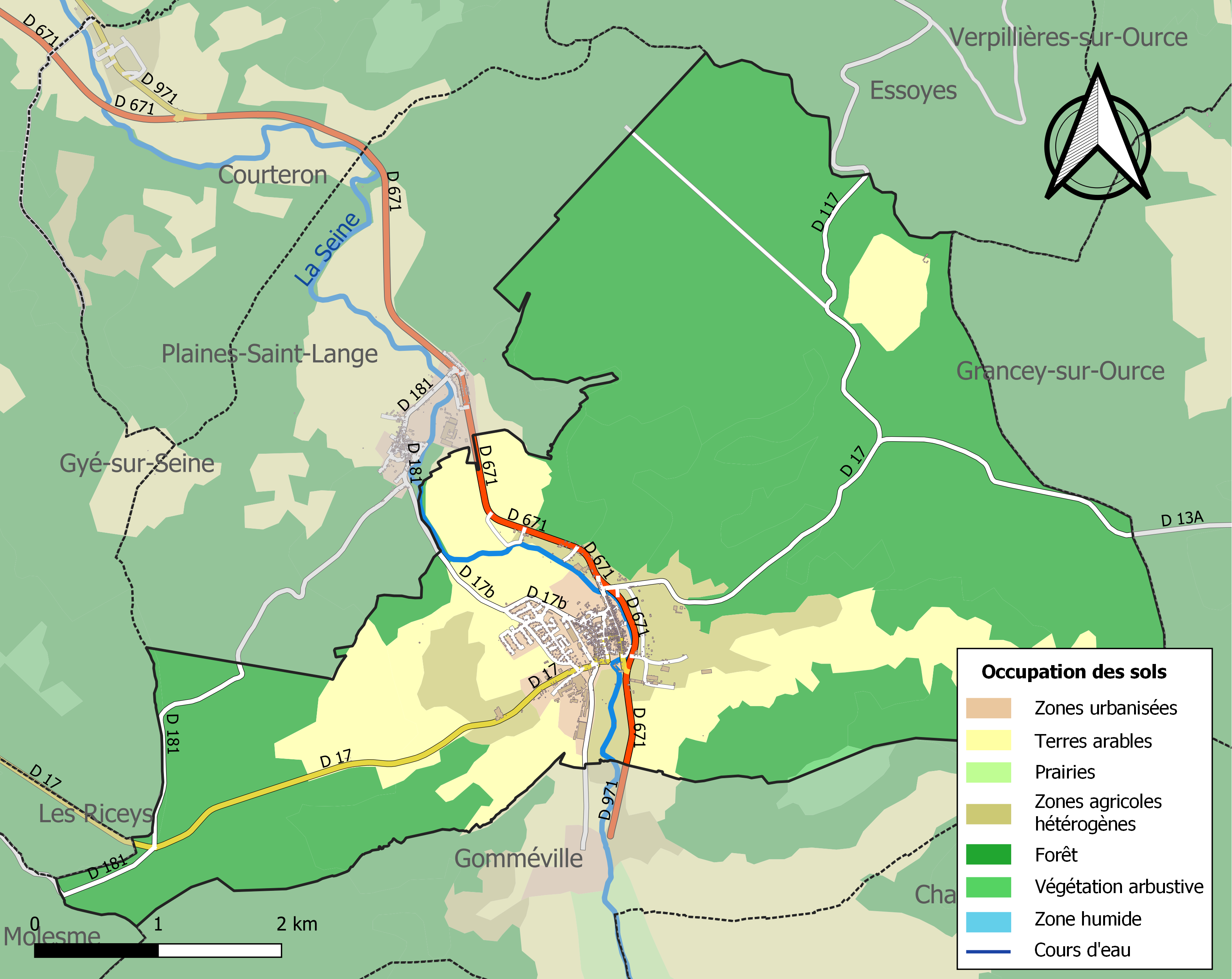

## Demografie
Onderstaande figuur toont het verloop van het inwonertal (bron: INSEE-tellingen).

Vanwege een beveiligingsprobleem met de MediaWiki Graph-software is het momenteel niet mogelijk deze grafiek weer te geven. Zodra de software is bijgewerkt zal de grafiek vanzelf weer zichtbaar worden.